# Garcinia staudtii
Garcinia staudtii är en tvåhjärtbladig växtart som beskrevs av Adolf Engler. Garcinia staudtii ingår i släktet Garcinia och familjen Clusiaceae. Inga underarter finns listade i Catalogue of Life.